# Confidence Man (Lost)
"Confidence Man" er det ottende afsnit af Lost. Episoden blev instrueret af Tucker Gates og skrevet af Damon Lindelof. Det blev første gang udsendt 10. november 2004 på ABC.

## Plot
Kate henter frugt til lejren, da hun støder på Sawyers tøj på stranden. Hun samler en bog op, som han har læst (Watership Down), men hun afbrydes da Sawyer kommer nøgen op af vandet. Han lægger an på hende, men hun går sin vej.
Et flashback viser Sawyer i seng med en kvinde, Jessica. Han forlader pludselig sengen da hun fortæller ham, hvad klokken er, og det går op for ham at han er ved at komme for sent til et møde. Han kommer i tøjet og rækker ud efter sin kuffert, der åbner og en masse penge falder ud til Jessicas store overraskelse. Han fortæller hende, at det ikke var meningen, at hun skulle se det. Efter at have fortalt hende, at han skal møde en for at få penge til en investering, der vil tredoble hans penge på tre måneder, fortæller Jessica ham at hun vil få pengene fra sin mand, så hun og Sawyer kan dele profitten.
På øen fanger Sawyer Boone i at rode gennem hans ting. Senere bringer Shannon en forslået Boone til hulerne, og hun hævder, at Sawyer har slået ham, mens Sayid rapporterer om sit fejlslagne forsøg på at triangulere det franske signal, og at hans transceiver i øvrigt blev ødelagt af angriberen. Jack konfronterer Sawyer, der ikke giver nogen svar.
Shannons astma bliver et problem, og alle bliver overbevist om, at Sawyer har hamstret inhalatorer fra vraget. Sawyer siger, at han vil give dem medicinen, hvis han får et kys fra Kate. Kate udfordrer hans bluff, og snakker om det brev, han ofte læser, og hvordan han tydeligvis er påvirket af dets tekst. Sawyer får Kate til at læse brevet højt. Det er skrevet til hr. Sawyer. Forfatteren siger, at Sawyer gik i seng med hans mor, og stjal farens penge, hvilket fik faren til at myrde hans kone og ham selv. Forfatteren skriver, at han vil finde Sawyer og give ham brevet, hvilket indikerer, at han ved, hvad Sawyer gjorde mod forfatterens familie.
I flashbacks afslører Sawyer i at være en bondefanger. Han spiser frokost med Jessica og hendes mand, og de enes om at investere med Sawyer.
Locke udspørger Sayid om hans overfald dagen før, og den missede chance for redning. Locke foreslår at Sawyer kan have angrebet ham, fordi han har fordel af at være på øen. Sayid bruger inhalator-problemet som en undskyldning for at torturere Sawyer for information, Jack hjælper Sayid med at slå Sawyer ud og binde ham i bambusskoven. Efter at Sayid kører bambusstykker op under Sawyers fingernegle, går Sawyer med til at give inhalatorerne tilbage mod et kys fra Kate. Kate kysser Sawyer, hvorefter han afslører, at han slet ikke har inhalatorerne. Kate klasker ham vredt på kinden og rapporterer til Sayid og Jack. Sayid tror at Sawyer lyver, og de slås. Sayid stikker Sawyer i overarmen med Lockes kniv.
Et flashback viser Sawyer, der afslutter handlen med Jessica og hendes mand i deres hjem. Deres søn kommer ind i stuen, og Sawyer bryder aftalen efter at have set ham.
Sawyer vågner op på øen, og finder sin arm i bandager; han er blevet reddet af Jack. Kate har genlæst Sawyers brev. Hun ser frimærket, der er fra 1976, på det, og udleder, at brevet ikke blev skrevet til ham, men af ham. Sawyer fortæller Kate om sit liv og sit flashback. Han prøvede at finde den rigtige Sawyer og dræbe ham, og gik ind i bondefangerbranchen for at finde ham. Da han så drengen under det ene trick indså han, at han var blevet den mand, han selv jagtede, og han tog navnet Sawyer. Han tager brevet fra Kate og beder hende om ikke at være ked af det på hans vegne og om at gå.
Trods bønner fra Kate sætter Sayid ud for at udforske øen i selvvalgt isolation for at behandle sine torturhandlinger mod Sawyer. Sun hjælper Shannon ved at lave en eukalyptussalve, der åbner hendes svælg. Charlie overbeviser Clarie om at flytte til hulerne med et smart trick med et tomt glas jordnøddesmør. Sawyer forsøger at brænde det brev, han skrev, men han kan ikke gennemføre det.